# Aleksandr Kirillovič Ledaščev
Aleksandr Kirillovič Ledaščev (30 marzo 1895 – Mosca, 15 maggio 1945) è stato un regista cinematografico sovietico.

## Filmografia (parziale)

### Regista
- Pastuch i car' (1935)[1]
- Ja vernus' (1935)